# Jakobstads järnvägsstation

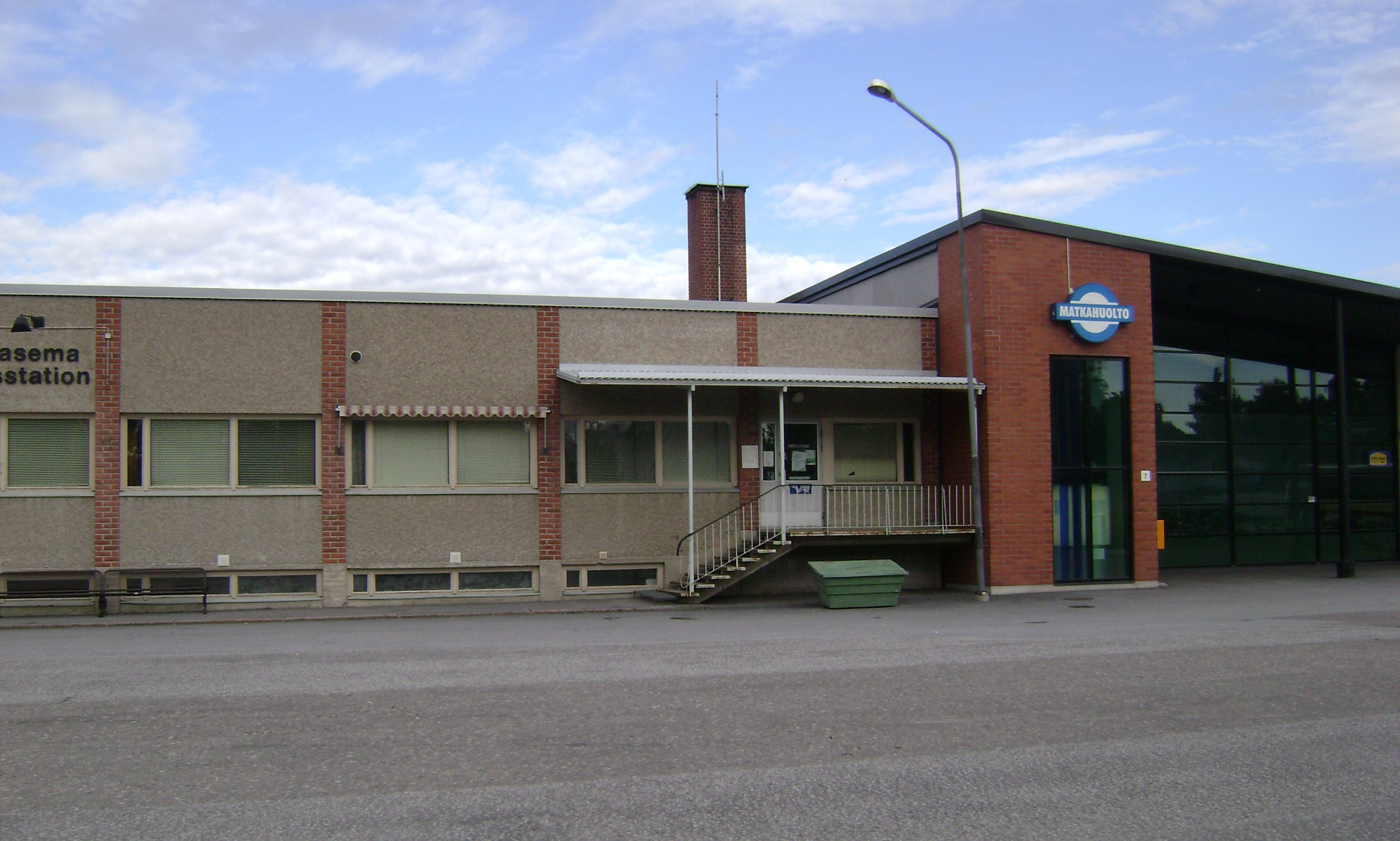
Jakobstads järnvägs- och busstation

Jakobstads järnvägsstation är en järnvägsstation på Jakobstadsbanan i staden Jakobstad i Svenska Österbotten. Järnvägsstationen har numera endast godstrafik. Stationsbyggnaden byggdes 1887 och byggdes till 1928. Den nyaste stationsbyggnaden byggdes år 1960 i södersidan av gamla stationen. Stationen ligger cirka 14 kilometer från Bennäs järnvägsstation och cirka 1 kilometer från Alholmens bangård.